# Rafał Szukała
Rafał Marek Szukała (* 9. April 1971 in Posen) ist ein ehemaliger polnischer Schwimmer, der 1992 eine olympische Silbermedaille gewann und 1994 Weltmeister im Schmetterlingsschwimmen war.

## Sportliche Karriere
Szukała nahm 1988 an den Olympischen Spielen in Seoul teil. Über 100 Meter Schmetterling belegte er den 13. Platz, über 200 Meter erreichte er den 17. Rang. Bei den Schwimmeuropameisterschaften 1989 gewann er über 100 Meter mit drei Hundertstelsekunden Vorsprung vor dem Franzosen Bruno Gutzeit, über 200 Meter erhielt er die Silbermedaille mit fast zwei Sekunden Rückstand auf den Ungarn Tamás Darnyi. Zwei Jahre später verpasste Szukała bei den Schwimmeuropameisterschaften 1991 eine Medaille über 100 Meter, über 200 Meter gewann er wie 1989 die Silbermedaille, diesmal hinter dem Franzosen Franck Esposito. 
1992 bei den Olympischen Spielen in Barcelona fand am 27. Juli das Finale über 100 Meter Schmetterling statt. Der Amerikaner Pablo Morales gewann in 53,32 Sekunden vor Rafał Szukała in 53,35 Sekunden. Drei Tage später siegte der US-Schwimmer Melvin Stewart über 200 Meter vor dem Neuseeländer Danyon Loader. In 1:58,51 Minuten erkämpfte Franck Esposito die Bronzemedaille, in 1:58,89 Minuten belegte Szukała den vierten Platz.
1993 gewann Szukała den Titel über 100 Meter bei den Europameisterschaften vor dem Russen Denis Pankratow und dem Kroaten Miloš Milošević. Ende 1993 fanden erstmals Kurzbahnweltmeisterschaften statt, über 100 Meter Schmetterling siegte der Kroate Miloš Milošević vor dem Amerikaner Mark Henderson und Rafał Szukała. Anfang September 1994 wurden die Weltmeisterschaften im normalen 50-Meter-Becken in Rom ausgetragen. Szukała gewann den Titel über 100 Meter in 53,51 Sekunden vor dem Schweden Lars Frölander und Denis Pankratow. 
1995 siegte Pankratow auf der 100-Meter-Strecke bei den Europameisterschaften in Wien vor dem Ukrainer Denys Sylantjew und Rafał Szukała. Zum Abschluss seiner Karriere erreichte Szukała bei den Olympischen Spielen 1996 den fünften Platz über 100 Meter. Die polnische Lagenstaffel belegte den siebten Platz.